# مارتینا بورگ
مارتینا بورگ (انگلیسی: Martina Borg؛ زادهٔ ۲۴ اکتبر ۱۹۹۶) بازیکن فوتبال اهل مالت است.
وی همچنین در تیم‌های ملی فوتبال Malta women's national under-19 football team و Malta women's national football team بازی کرده‌است.